# Đại số trừu tượng
Đại số trừu tượng là một ngành toán học liên quan đến việc nghiên cứu các cấu trúc đại số như nhóm, vành (toán học), trường, hay các cấu trúc tổng quát khác. Thuật ngữ đại số trừu tượng được sử dụng để phân biệt với đại số sơ cấp hay "đại số phổ thông", trong đó người ta giảng dạy các quy tắc chính xác để biến đổi các công thức và các biểu thức toán học đối với số thực và số phức, và biến số. Đại số trừu tượng trong thời gian nửa đầu của thế kỷ 20 được biết đến như là đại số hiện đại.
Thuật ngữ đại số trừu tượng nhiều khi được sử dụng để chỉ đại số nói chung.

## Lịch sử và ví dụ
Về mặt lịch sử, các cấu trúc đại số thông thường xuất hiện đầu tiên trong các nhánh khác của toán học và được nêu ra như là các tiên đề, sau đó mới được nghiên cứu đúng bản chất của chúng trong đại số trừu tượng. Vì điều này, đại số trừu tượng có các mối liên hệ liên quan tới tất cả các nhánh khác của toán học.
Ví dụ về các cấu trúc đại số với phép tính hai ngôi duy nhất là:
- Các magma,
- Các tựa nhóm,
- Các monoid, nửa nhóm và quan trọng nhất nhóm.

Các ví dụ phức tạp hơn có:
- vành và trường
- Các mô-đun và không gian véctơ
- đại số kết hợp và đại số Lie
- Các lưới và đại số Bool
- Các đại số phổ dụng.
- Lý thuyết Galois

Trong đại số chung, tất cả các định nghĩa và cơ sở lập luận này được tập hợp lại để áp dụng tương đương cho mọi cấu trúc đại số. Tất cả các lớp các đối tượng trên đây cùng với khái niệm tính đồng hình, tạo thành các phạm trù, và thuyết phạm trù thường xuyên cung cấp hình thức để chuyển đổi và so sánh các cấu trúc đại số khác nhau.